# Jožef
Jožef je moško osebno ime.

## Slovenske različice
- moške različice imena: Bepo, Joca, Joce, Joco, Jose, Josef, Josep, Josif, Jošt, Josip, Jos, Joso, Josuf, Joša, Jošo, Joško, Joze, Jozo, Jozef, Jozsef, Joža, Jože, Jožko, Jožej, Jožek, Joži, Jusuf, Juš, Pepe, Pepi, Pino
- ženske različice imena: Josipa, Josipina, Jozefa, Jozefina, Joža, Jožefa, Jožefina, Joži, Jožica, Jožka, Pepa, Pepca, Pina

## Tujejezikovne različice
Ime Jožef je pisano:
- pri Angležih: Joseph, skrajšano Joe; pomanjš. Joey
- pri Nemcih Josef, Joseph skrajšano Jupp, Sepp
- pri Nizozemcih in Flamcih: Jozef, Josephus ("Joop")
- pri Francozih: Joseph (izg. Žozéf), ljudsko Jośe/José, ženski obliki Josephine, Josette;
- pri Italijanih: Giuseppe (skrajšano Beppo, Peppo)
- pri Okcitancih: Josèp
- pri Kataloncih: Josep
- pri Špancih: José (izg. hozé)
- pri Portugalcih: José (izg. žozé)
- pri Rusih: Osip, Josif/Iosif (starorusko Esip oz. Josif)
- pri Fincih: Jooseppi, Juuso
- pri Estoncih: Joosep
- pri Fercih: Jósep, Jósup
- pri Latvijcih: Jāzeps
- pri Litovcih: Juozapas, Juozas, Jazep
- pri Poljakih: Józef
- pri Čehih: Josef
- pri Slovakih: Jozef
- pri Madžarih: József (izg. Jožef)
- pri Hrvatih: Josip, Josef, Josep, Jozef, Ozep, Jozo, samo kot ime svetnika Jožef; kajkavsko Joža, Jože;
- pri pravoslavnih (unijatskih) Hrvatih oz. Srbih idr. pravoslavnih Slovanih in Romunih: Josif, Iosif.
- pri Gruzincih: Ioseb (Soso)
- pri Armencih:
- arabska ustreznica hebrejskega imena Joséf je Jusuf (v latinici zapisano tudi kot Yousef; iz te izhajajo tudi različice pri drugih muslimanskih narodih)
- latinsko: Iosephvs

## Izvor in pomen imena
Ime izhaja je svetopisemsko ime. Izhaja prek latinskega Joseph in grškega Ιοσηφ (Iosēf) izhebrejske besede יוֹסֵף‎ [Yoseph] (Joséf), kar pomeni »On bo (do)dal«, »naj (Bog) doda (potomstvo)«. Povezava imena Jožef s hebrejskim glagolskim korenom jasaf v pomenu besede »dodati« je podana že v Genezi.

## Pogostost imena
- Leta 1994 je bilo v Sloveniji po podatkih iz knjige Leksikon imen Janeza Kebra 30.255 nosilcev imena Jožef.
- Po podatkih Statističnega urada Republike Slovenije je bilo na dan 31. decembra 2007 v Sloveniji število moških oseb z imenom Jožef: 21.315. Med vsemi moškimi imeni pa je ime Jožef po pogostosti uporabe uvrščeno na 5. mesto.[2]

## Osebni praznik
Pregled godovnih dni po novem bogoslužnem koledarju v katerih goduje Jožef.
- 4. februar, Jožef Leoniški, redovnik, † 4. feb. 1612
- 17. marec, Jožef iz Artimeje
- 19. marec, Sveti Jožef, Jezusov krušni oče
- 23. marec, Jožef Oriol, duhovnik, † 23. mar. 1702
- 29. april, Jožef Cottolengo, redovni ustanovitelj, † 29. apr. 1842
- 1. maj, Jožef Delavec
- 23. junij, Jožef Cafasso, duhovnik, † 23. jun. 1860
- 25. avgust, Jožef redovnu ustanovitelj, † 25. avg. 1648
- 18. september, Jožef Kupertinski, duhovnik, † 18. sep. 1663

## Cerkve
V Sloveniji je 39 cerkva sv. Jožefa. Sveti Jožef velja za zavetnika vseh slovenskih dežel, od leta 1870 je zavetnik tudi vse Cerkve, v novejšem času pa tudi delavstva (Jožef Delavec-god 1. maja).

## Zanimivosti
Na Jožefovo, to je na »praznik svetega Jožefa« so po starih običajih dekleta hodila godovnjakom pod okna ali v hiše Jožefa pet. Na ta dan je v Cankovi, na Jesenicah in Ljubnem ob Savinji Jožefov sejem.

## Znani nosilci imena
Sveti Jožef - Jožef Flavij - Jožef Stefan - Franc Jožef Habsburški